# 박지훈 (기업인)
박지훈(朴志勳, 1974년 4월 8일 ~ )은 대한민국의 기업인으로 현재 자동차부품회사 리한 대표이사 부회장을 맡고 있다.
리한 박인철 회장의 장남으로 기아그룹 창업주 고(故) 학산(鶴山) 김철호(金喆浩) 회장의 증외손자이며, 서진산업(세코그룹) 창업주 고(故) 배창수(裴昌寿) 회장의 외손자이다.

## 학력
- 신사중학교
- 미국 힐스쿨
- 미국 보스턴칼리지 경영학 학사

## 경력
- 2000년 ~ 2002년: 대기산업 관리담당 이사
- 2002년 ~ 2003년: 대기산업 구동부품사업부문 상무
- 2003년 ~ 2004년: 대기오토모티브 부사장
- 2005년 ~ 2011년: 대기오토모티브 대표이사 사장
- 2011년　9월: 대기산업이 리한으로 사명변경
- 2011년 ~ 2022년: 리한 대표이사 사장
- 2014년 ~ 2017년: SK가스 사외이사
- 2022년 ~ 현재: 리한 대표이사 부회장
- 現 리한 대표이사 부회장

## 상훈
- 2006년 2월: 산업자원부장관 표창
- 2010년 11월: 국무총리 표창
- 2012년 10월: 글로벌스탠더드경영대상 기술경영대상
- 2013년 10월: 글로벌스탠더드경영대상 기술경영대상 (2년 지속대상)
- 2013년 12월: 산업통상자원부장관 표창
- 2014년 10월: 글로벌스탠더드경영대상 기술경영대상 (3년 지속대상)
- 2015년 10월: 글로벌스탠더드경영대상 기술경영대상 (4년 지속대상)
- 2016년 11월: 글로벌스탠더드경영대상 기술경영대상 (5년 지속대상)